# Пищевод Барретта
Пищевод Барретта (синдром Барретта — англ. Barrett’s syndrome, аббр. CELLO (англ. буквально «виолончель» — сокращ. columnar epithelium lined lower (o)esophagus «низ пищевода выстелен цилиндрическим эпителием»)) — одно из серьёзных осложнений гастроэзофагеальной рефлюкс-болезни, состояние пищевода, при котором в эпителиальной выстилке слизистой оболочки пищевода обнаруживается нехарактерный для нормы эпителий кишечного типа вместо плоского многослойного.
Метаплазия клеток нижней части пищевода рассматривается как состояние, вызванное хроническим кислотным повреждением, эзофагит, и не является очерченным заболеванием.
Пищевод Барретта обнаруживается примерно у 10 % пациентов, обратившихся по поводу изжоги от гастроэзофагеального рефлюкса, а в общей популяции — у 1 % населения. Он рассматривается, как предраковое состояние и ассоциируется с повышением риска частоты развития рака кардиоэзофагеальной зоны, аденокарциномы нижней трети пищевода (рака пищевода).

## История
Это состояние названо по имени Нормана Барретта (Norman Barrett, 1903—1979), английского хирурга, который описал его в 1950 году. Несмотря на название, данная патология была первоначально описана Филиппом Роландом Эллисоном в 1946 году. Связь с гастроэзофагеальным рефлюксом была найдена в 1953 году. Связь с аденокарциномой была найдена в 1975 году.

## Морфология
Пищевод Барретта характеризуется наличием цилиндрического эпителия в нижней части пищевода, который заменяет собой нормальный плоскоклеточный эпителий — это метаплазия. Цилиндрический эпителий лучше сдерживает воздействие желудочного сока, однако, метаплазия повышает риск аденокарциномы.

### Кишечная метаплазия
Наличие бокаловидных клеток, называемое кишечной метаплазией, необходимо для подтверждения диагноза пищевод Барретта. Часто присутствуют другие метапластические столбчатые клетки, но только наличие бокаловидных клеток является диагностическим. Метаплазия видна во время гастроскопии, но необходимо взять образец (биопсия) и рассмотреть под микроскопом, чтобы определить, являются ли они клетками желудка или кишечника.

### Дисплазия эпителия
После подтверждения диагноза пищевод Барретта больные должны каждый год проводить обследование для выявления изменений, отражающих риск перехода в рак — развитие дисплазии эпителия.
Выделяют несколько степеней выраженности предраковых диспластических изменений:
- слабая
- тяжёлая дисплазия

Различные патологоанатомы по-разному оценивают степень дисплазии, поэтому в случае дисплазии высокой степени рекомендуется независимый анализ двумя патологоанатомами.
Критерии дисплазии: укрупнение ядер, изменение ядерно-цитоплазматического соотношения, нарастание клеточного и ядерного полиморфизма, митотической активности.

## Симптоматика
Изменение от нормальных к предраковым клеткам, которое является пищеводом Барретта, не имеет каких-то конкретных симптомов, однако ассоциируется со следующими симптомами:
- частая и долгая изжога
- проблема с глотанием (дисфагия)
- кровавая рвота
- боль под ложечкой (в эпигастрии) где пищевод соединяется с желудком
- потеря веса из-за болей во время питания

Риск получить пищевод Барретта увеличивается от центрального ожирения (в области живота) в сравнении с периферическим ожирением. Механизм неясен, но разница в типе ожирения между мужчинами (больше центральное) и женщинами (больше периферическое) может объяснить больший риск получить пищевод Барретта у мужчин.

## Патогенез

### Пищевод Барретта как причина рака пищевода
Пищевод Баррета нередко рассматривается как болезнь.
Действие соляной кислоты в пищеводе увеличивает активность протеинкиназ, инициирующих мутагенную активность клеток и их пролиферацию и одновременно угнетает апоптоз в поражённых участках пищевода.
Своевременная диагностика предраковых состояний может обеспечить принятие мер, направленных на предотвращение развития карциномы и улучшить раннюю диагностику опухолей.

### Причины аденокарциномы пищевода
Большое значение в развитии аденокарциномы пищевода имеют не только генетические факторы.

### Распространённость пищевода Барретта
Пищевод Барретта является осложнением гастроэзофагеальной рефлюксной болезни. В США количество людей с этим симптомом оценивается в 3 миллиона.

## Диагностика
Оба подтверждения, макроскопическое (с помощью эндоскопии) и микроскопическое, нужны, чтобы поставить диагноз.

### Скрининг
Скрининговая эндоскопия рекомендуется всем мужчинам старше 60, у которых есть симптомы рефлюкса, продолжительные и не контролируемые лечением.

### Эзофагоскопия с хромоскопией, ZOOM и прицельной биопсией
этап I — Обработка Ацетилцистеином
Этап II — Окрашивание метиленовым синим
Этап III — Конечный результат, с окраской метаплазированного участка в синий цвет, с последующей прицельной биопсией.

### Рентгенографическоеисследование
Рентгенпризнаки пищевода Барретта (язва пищевода и стеноз с пептической язвой в области стриктуры)

### Манометрия пищевода
Позволяет выявить изменение пищеводных сфинктеров

### Импедансометрия пищевода
Позволяет исследовать нормальную и ретроградную перистальтику пищевода и рефлюксы различного происхождения (кислые, щелочные, газовые).

## Лечение и профилактика
Основные цели: уменьшение антиперистальтики (рефлюкса), снижение повреждающих свойств рефлюктата, улучшение пищеводного клиренса, защита слизистой оболочки пищевода.

### Диета и образ жизни
Изменение стиля жизни является важнейшей профилактической и терапевтической мерой для большинства пациентов.
- 1. Исключить курение.
- 2. Исключить горячую или холодную еду.
- 3. Избегать употребления кислых продуктов, мандаринов, фруктовых соков, продуктов, усиливающих газообразование, газированных напитков, избытка жиров, шоколада, кофе и пряностей — чеснока, лука, перца, другой очень острой пищи.
- 4. Исключить употребление алкоголя.
- 5. Не следует есть за несколько часов до сна или переедать.
- 6. Следует нормализовать массу тела.
- 7. Для снижения интенсивности рефлюкса рекомендуется умеренный подъём головной части кровати.
- 8. Избегать нагрузки на мышцы брюшного пресса, работы согнувшись, ношения тугих поясов, провоцирующих рефлюкс.
- 9. Не принимать горизонтального положения в течение 1-2 часов после приёма пищи.

#### Нежелательное действие некоторых лекарственных средств
Избегать лекарственных средств, снижающих тонус нижнего пищеводного сфинктера — антидепрессанты, антагонисты кальция, нитраты, прогестерон и средств, провоцирующих воспаление — нестероидные противовоспалительные средства, доксициклин, хинидин.

### Лекарственная терапия
Современная стратегия терапии включает уточнение диагноза (эндоскопия и многократная повторная биопсия), проверку раз в 3 месяца, регулирование кислотности с помощью ингибиторов протонной помпы (омепразол (лосек), более современные декслансопразол (Дексилант) рабепразол (париет, зульбекс), пантопразол (Контролок), эзомепразол (нексиум, эманера) и др.), в комбинации с другими мерами, предотвращающими изжогу и лечение прокинетиками (Мотилиум). Для лечения дискинетических нарушений желудочно-кишечного тракта в целом, в частности для устранения рефлюкса, используется цизаприд («препульсид», «координакс»).
- 1. Устранение гастроэзофагеального рефлюкса (системная фармакотерапия).
- 2. Предупреждение прогрессии дисплазии.
- 3. Лечение дисплазии высокой степени и предупреждение развития аденокарциномы.

При дисплазии низкой степени обычно назначают наиболее эффективный препарат — рабепразол (Париет, зульбекс), не менее 20 мг, с повторением гистологического исследования (через 3 месяца). При сохранении дисплазии низкой степени продолжают постоянный приём 20 мг рабепразола, повторное гистологическое исследование проводят через 3 и 6 месяцев. Наиболее эффективным является новый ингибитор протонной помпы — рабепразол в дозе 20 мг/сут.
Антациды (Алмагель) и альгинаты (алгинаты) используют при терапии средневыраженных, нечастых симптомов. Антациды следует принимать до еды. Альгинаты, создавая пену на поверхности содержимого желудка, защищают пищевод при каждом эпизоде рефлюкса.

### Особенности фармакотерапии
Ингибиторы протонной помпы у больных пищеводом Баррета снижают уровни маркеров пролиферации, в сравнении с пациентами, у которых сохранён стойкий патологический кислотный рефлюкс (рН<4). Повышенная активность клеточной пролиферации отмечена у больных, применявших антагонисты Н2-рецепторов, обладающие существенно меньшей антисекреторной активностью, по сравнению с современными. Длительное применение ингибиторов протонной помпы приводит к частичной регрессии ограниченного участка кишечной метаплазии.
Как указывает Э.A. Годжелло, «У большинства больных с пищеводом Барретта общая продолжительность гастроэзофагеального рефлюкса больше, чем у больных с неосложненной гастроэзофагеальной рефлюксной болезнью. Поэтому для его устранения требуются более высокие дозы ингибиторов протонной помпы. Несмотря на это у некоторых больных либо не удаётся купировать симптомы рефлюкс-эзофагита, либо, несмотря на субъективное улучшение состояния, длительность воздействия желудочного содержимого на слизистую оболочку пищевода остается высокой.» (Лечение пищевода Барретта Архивная копия от 29 сентября 2007 на Wayback Machine).
Эта терапия является поддерживающей, она нивелирует симптомы рефлюкс-эзофагита у больных с пищеводом Барретта, снижая риск злокачественного перерождения. Химиотерапия неспособна вызвать регрессию метаплазии и уменьшить риск малигнизации.

### Лазеротерапия и фотодинамическая терапия
В последнее время всё шире исследуют возможности таких методов, как лазеротерапия и фотодинамическая терапия.

### Хирургическое лечение
Целесообразность хирургического лечения рассматривается при недостаточной эффективности медикаментозной терапии, при осложнённом течении заболевания (повторные кровотечения, пептические стриктуры пищевода, развитие синдрома Барретта с дисплазией эпителия высокой степени). Фундопликация применяется при внепищеводных проявлениях рефлюксной болезни (со стороны дыхательных путей или сердечно-сосудистой системы).

### Профилактика
Профилактика прогрессирования дисплазии при пищеводе Барретта является важной стратегической задачей для предотвращения неопластической трансформации. Постоянный контроль (первый год после выявления проблемы, при выявлении дисплазии низкой степени — гастроскопия и биопсия 2 раза, через 6 месяцев). Далее контроль проводится раз в год.
Выявление дисплазии высокой степени требует повторного взятия биоптатов из 4 точек в зоне поражения.

### На русском языке
- Подробно о синдроме — на сайте Кишечник.ру Архивная копия от 11 сентября 2007 на Wayback Machine
- Симптомы пищевода Барретта Архивная копия от 1 октября 2018 на Wayback Machine
- Стандарт медицинской помощи больным с другими болезнями пищевода (Пищевод Баретта). Утвержден Приказом Минздравсоцразвития от 27.10.2005, № 652
- Стандарт медицинской помощи больным язвой пищевода. Утверждён Приказом Минздравсоцразвития от 20.01.2006, N 32 Архивная копия от 3 апреля 2007 на Wayback Machine

### На английском языке
- Barrett’s Esophagus at National Institute of Diabetes and Digestive and Kidney Diseases (NIDDKD)
- Barrett’s Info Архивная копия от 7 октября 2007 на Wayback Machine a peer-reviewed web site of information on Barrett’s esophagus and its clinical management.
- Barrett’s Esophagus Архивная копия от 20 сентября 2007 на Wayback Machine at Johns Hopkins University
- Barrett’s Esophagus Video Overview Архивная копия от 10 мая 2012 на Wayback Machine and Barrett’s Esophagus Health Information Архивная копия от 20 августа 2019 на Wayback Machine at Mayo Clinic
- The Barrett’s Oesophagus Foundation Архивная копия от 26 апреля 2009 на Wayback Machine The UK charity committed to research into prevention of adenocarcinoma of the oesophagus
- Study Reports 70 % Of Barrett’s Esophagus Patients Cured At One-Year Follow-Up In Multi-Center Study Архивная копия от 7 октября 2010 на Wayback Machine
- Barrett’s esophagus: Photodynamic therapy for ablation of dysplasia, reduction of specialized mucosa and treatment of superficial esophageal cancer — фотодинамическая терапия